# Lebus
Lebus ([ləˈbu:s],  Lubusz) en by i  Landkreis Märkisch-Oderland  i den tyske delstat Brandenburgog administrationsby i  Amt Lebus.

## Geografi
Lebus ligger i området Land Lebus, ved den midterste del af floden Oder omkring 10 kilometer nord for  Frankfurt (Oder). Den grænser mod nord til kommunen Lindendorf (Amt Seelow-Land) og kommunerne  Podelzig ogReitwein (Amt Lebus), mod øst til den polske Woiwodschaft Lebus, mod syd til den  kreisfrie by Frankfurt (Oder), mod sydvest til Treplin (Amt Lebus) og mod vest til kommunerne Zeschdorf (Amt Lebus) og Fichtenhöhe (Amt Seelow-Land).

### Inddeling
Lebus består ud over  Lebus af landsbyerne
- Mallnow
- Schönfließ
- Wulkow